# Коронник золотобровий
Коронник золотобровий (Basileuterus belli) — вид горобцеподібних птахів родини піснярових (Parulidae). Мешкає в Мексиці і на півночі Центральної Америки. Вид названий на честь американського колекціонера Джона Грехема Белла.

## Опис
Довжина птаха становить 13 см, вага 11 г. Довжина крила самця становить 5-6 см, довжина крила самиці 4,8-5,8 см. Тім'я і щоки рудувато-коричневі, над очима жовті "брови", обличчя місцями чорне. Решта голови жовта, верхня частина тіла оливково-зелена, горло і гружи жовті, нижня частина тіла жовтувато-зелена.

## Підвиди
Виділяють п'ять підвидів:
- B. b. bateli Moore, RT, 1946 — західна Мексика;
- B. b. belli (Giraud Jr, 1841) — східна Мексика;
- B. b. clarus Ridgway, 1902 — південно-західна Мексика;
- B. b. scitulus Nelson, 1900 — південно-східна Мексика, Гватемала західний Гондурас, північний захід Сальвадору;
- B. b. subobscurus Wetmore, 1940 — центральний Гондурас.

## Поширення і екологія
Чорнощокі коронники живуть в гірських тропічних лісах на висоті від 1300 до 3500 м над рівнем моря. Харчуються комахами та іншими безхребетними. Сезон розмноження триває з березня по липень.